# Dunajská Lužná
Dunajská Lužná je obec na Slovensku v okrese Senec. Žije zde přibližně 7 600 obyvatel.

## Historie
Obec vznikla 1. ledna 1974 ze tří, původně samostatných sídel.

### Nové Košariská
Tato místní část je doložená v roce 1258 jako Mysser, v roce 1283 jako Misser, v roce 1293 jako Miser, v roce 1437 jako Mischesdorff, v roce 1453 jako Misserd, v roce 1773 jako Misérdi, v roce 1920 jako Misérd, maďarsky Misérd, Misérdi, německy Mischdorf. V letech 1683 až 1720 obyvatelstvo zdecimovaly turecké nájezdy a stavovské povstání. V první polovině 18. století se v obci usídlili kolonisté z Korutan. V roce 1945 bylo německé obyvatelstvo vysídleno a obec byla přejmenována na Nové Košariská.

### Jánošíková
Původně se slovensky nazývalo Dénesd nebo Šildern, maďarsky Dénesd i Dénesdi, německy Schildern). V nejstarší pozemkové knize města Bratislavy (po roce 1439) se zmiňuje v podobě Schiltarn. Pojmenování Jánošíková obec dostala v roce 1948 po přistěhovalcích z Terchové, rodiště Juraje Jánošíka.

### Nová Lipnica
Původně se slovensky nazývala Torč nebo Torča Původní maďarský název zněl Torcs, německý název zněl Tartschendorf nebo Dachsendorf. Současný název Nová Lipnica dostala obec v roce 1948, kdy se do ní začali stěhovat obyvatelé z Velké Lipnice na Oravě, která připadla Polsku.

## Pamětihodnosti
- Římskokatolický kostel Povýšení svatého Kříže z roku 1797
- Kaple sv. Martina z roku 1730
- Evangelický klasicistní kostel z roku 1814

## Náboženství
- Dominikánský konvent[2]